# アート・バーゼル
アート・バーゼル（Art Basel）は、スイス北西部の都市バーゼルで毎年開催される世界最大級の現代アートフェアー。現在は「アート・バーゼル」の名称のもと、マイアミ・ビーチ（米国）、香港、パリでもでも開催され、ヨーロッパ、アメリカ、アジアにまたがる世界規模のアートフェアーに成長している。リード・パートナーは1994年より、スイスの大手銀行UBSがつとめている。

## 歴史

### バーゼル
アート・バーゼルが最初に開催されたのは1970年。バーゼルの美術商、エルンスト・バイエラー、Trudl Bruckner、Balz Hiltによって初めて開催された。
2013年は、出品作家数4,000人、来場者70,000人を数えた。メインのギャラリー会場では、出店を希望する各国の現代美術系ギャラリーから選ばれた300以上の出展者が、絵画、彫刻、写真、インスタレーション、ビデオアートなどのジャンルから20世紀と21世紀の話題のアーティストの作品を紹介。ギャラリー会場での展示に加え、巨大なサイズのアートが展示されるアート・アンリミテッド （Art Unlimited)、有名作家や新人による屋外でのインスタレーション、アート・パルクール (Art Parcours)、アート界を主導する人物によるパネル討論会、アート・バーゼル・コンベルサシオン (Art Basel Conversation) など、一連のイベントも開催される。同時期に、アート・バーゼルだけでは紹介できなかった作品を紹介するセカンド・フェアも開催される。
2019年には、35カ国から290のギャラリーが出展し、4,000人以上のアーティストの作品が展示され、ヨーロッパ、アメリカ、アジアからの個人コレクターに加え、400以上の美術館や施設の代表者や団体が来場し、6日間で80カ国から参加者93,000人を集めた。
2020年はCOVID-19のパンデミックにより中止となったが、2021年に再開された。

### マイアミ・ビーチ
アート・バーゼル・マイアミ・ビーチは、2002年に初めて開催された。2020年はCOVID-19のパンデミックにより中止となったが、2021年に再開された。

### 香港
2008年から開催されていたArtHKが、2013年よりアート・バーゼル in 香港として開催されている。

### パリ
2022年より、パリで長年開催されてきたFIACアートフェアに代わり、Paris+ par Art Baselとして開催されている。